# Krajinomalba

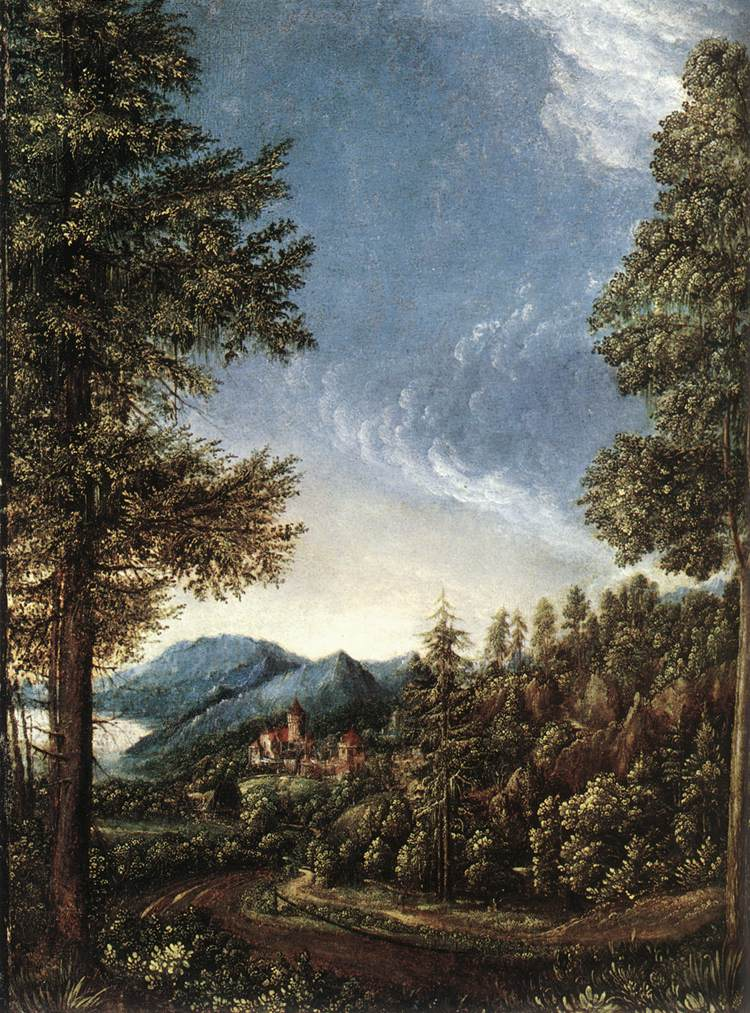
Albrecht Altdorfer – Dunajská krajina se zámkem Wörth (1520-25)

Krajinomalba je druh malířství, v němž je na obraze zachycena primárně krajina. Tvorbou takových obrazů se zabývá malíř specialista, tzv. krajinář. Jako autonomní umělecké odvětví, v němž je námětem obrazu samotná krajina, se krajinomalba zrodila v 16. století v Holandsku. Hlavním důvodem byl silný vliv kalvínské reformace v této zemi. Kalvinismus totiž striktně zapověděl tvořit náboženské obrazy, což však vždy bylo hlavním úkolem výtvarného umění - malíři se zde tedy museli začít specializovat na témata, proti nimž nemohlo být z náboženských důvodů námitek. Kromě portrétů to byly různé výjevy z běžného života, zátiší a právě krajiny.
V mimoevropském umění se krajinářství pěstovalo především v čínském a japonském umění, které má hlubokou a nesmírně významnou tradici malby krajiny.

## Vznik, vývoj a představitelé západní krajinomalby

### Zobrazení krajiny v pravěku a starověku
Malba krajiny nebyla dlouhou dobu předmětem jakéhokoli zájmu tvůrců. V pravěkém umění a také dodnes v dílech domorodých výtvarníků nehraje zobrazení krajiny žádnou významnější roli. Veškerá pozornost se soustředila na zobrazení člověka, případně zvířete. Až později, ve starověkém umění, je na malbách a reliéfech zobrazována také krajina, do níž je výjev zasazen. Zpočátku bylo zobrazováno pouze nejnutnější okolí (terén, strom, budova). Proto hovoříme o tzv. krajinném rámci. Později však docházelo k tomu, že byl na pozadí určitého výjevu zobrazen veliký úsek krajiny nebo tato krajina celému vyobrazení dokonce dominuje. To můžeme pozorovat například v některých malbách z egyptských pohřebišť nebo v dochovaných nástěnných malbách v Herculaneu a v Pompejích.

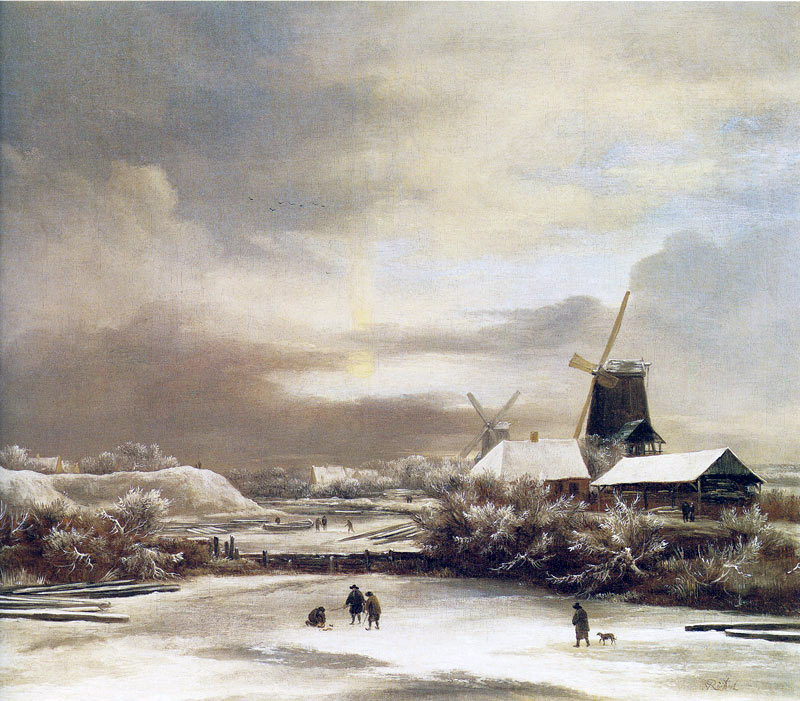
Jacob van Ruisdael – Zimní krajina se dvěma větrnými mlýny

### Zobrazení krajiny ve středověku a renesanci
V raně středověkém malířství nebyla krajina na obrazech opět zachycována zpravidla vůbec nebo byl zobrazen pouze nejnutnější krajinný rámec. Byla-li na obraze znázorněna i krajina, pak měla pouze symbolický, ideový význam (např. stromy = ráj, město = věčný Jeruzalém).
V pozdní gotice ovšem začalo docházet k velmi intenzivnímu zájmu o zobrazení krajiny vzhledem k určité proměně dobového vnímání: svět už nadále není nazírán jako divoké, životu nepřátelské místo či jako pouhá přestupní stanice před cestou na Boží věčnost, ale i jako místo se svými specifickými půvaby. Tak je to například už na dílech tzv. bratří z Limburka (Přebohaté hodinky vévody z Berry), později v díle Rogiera van der Weyden nebo Jana van Eyck.
O vyslovené krajinomalbě lze ovšem hovořit spíše až s rozvojem perspektivy a kompozice v renesančním umění, například v dílech Pietera Brueghela staršího, Hendricka Avercampa, Hieronyma Bosche nebo v akvarelech Albrechta Dürera. U těchto malířů jde ovšem stále ještě o zobrazení morality, přísloví či žánru na pozadí krajiny, případně o pouhé studie pro osobní potřebu. Nejstarší topograficky přesně identifikovatelnou krajinu představuje obraz Zázračný rybolov od Konrada Witze z roku 1444, na němž je v pozadí zobrazena krajina na břehu Ženevského jezera. Ústředním prvkem obrazu se krajina stává v deskových obrazech Albrechta Altdorfera a malířů tzv. Dunajské školy zhruba v první třetině 16. století, v Itálii pak v některých obrazech Benátčana Giorgioneho (Bouře, 1515).

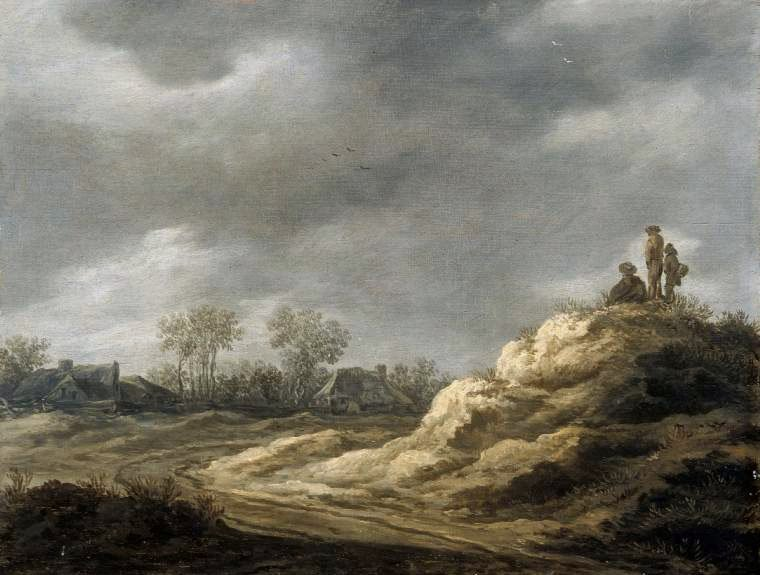
Jan van Goyen – Krajina s dunami – 1628

### Krajinomalba v 17. století
Krajinomalba jako žánr se objevuje až počátkem sedmnáctého století, tedy v období barokního umění. Za jednoho ze zakladatelů krajinomalby je počítán Esaias van de Velde, dalšími známými holandskými krajináři jsou Jan van Goyen, Salomon van Ruysdael, Hercules Seghers, Jacob van Ruisdael a Meindert Hobbema. Tito malíři usilovali o velkou realističnost krajiny. Chtěli ji malovat takovou, jaká skutečně byla, zároveň ale s nádechem důvěrnosti a intimního poklidu.
Naproti tomu francouzští barokní klasicisté malují idealizovanou krajinu antikizující pastorální idyly. K nejvýznamnějším patří malíři Nicolas Poussin (maluje heroické krajiny s mytologickými nebo biblickými výjevy, např. Krajina s Orfeem a Eurydikou nebo slavný obraz Et in Arcadia Ego) a Claude Lorrain (ideální krajiny, harmonické a racionálně komponované).

### Krajinomalba v 18. a 19. století

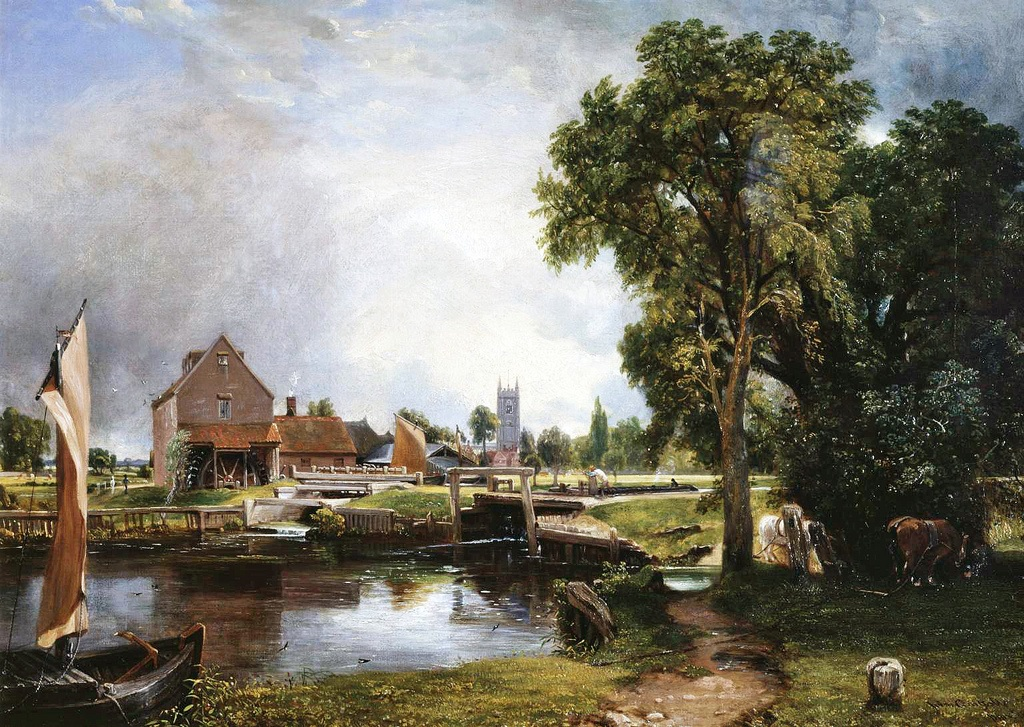
John Constable, Mlýnský náhon

Na sklonku 18. století se umělci vrací k realistickému zobrazení krajiny. Výrazným způsobem k tomu přispěl John Constable, jehož bezprostřední studie např. mraků a vln a věrné zachycení obrazového dojmu z neustálých proměn přírody výrazně ovlivnilo budoucí generace. Malbou městské krajiny (Benátek) se v osmnáctém století zabýval a proslavil Giovanni Antonio Canal, zvaný Canaletto.
S rozvojem romantismu připadl krajině pod vlivem Rousseauových myšlenek nový, často až transcendentální význam, umělci prožívají přírodu jako duchovně náboženský zážitek. Příroda je viděna jako zdroj silného emocionálního působení na člověka a jeho senzibilitu, jako u v Německu (a Čechách) působícího Caspara Davida Friedricha; ve Velké Británii maluje William Turner dramatické výjevy atmosférických živlů v krajině, jak se odehrávají před jeho vnitřním zrakem.

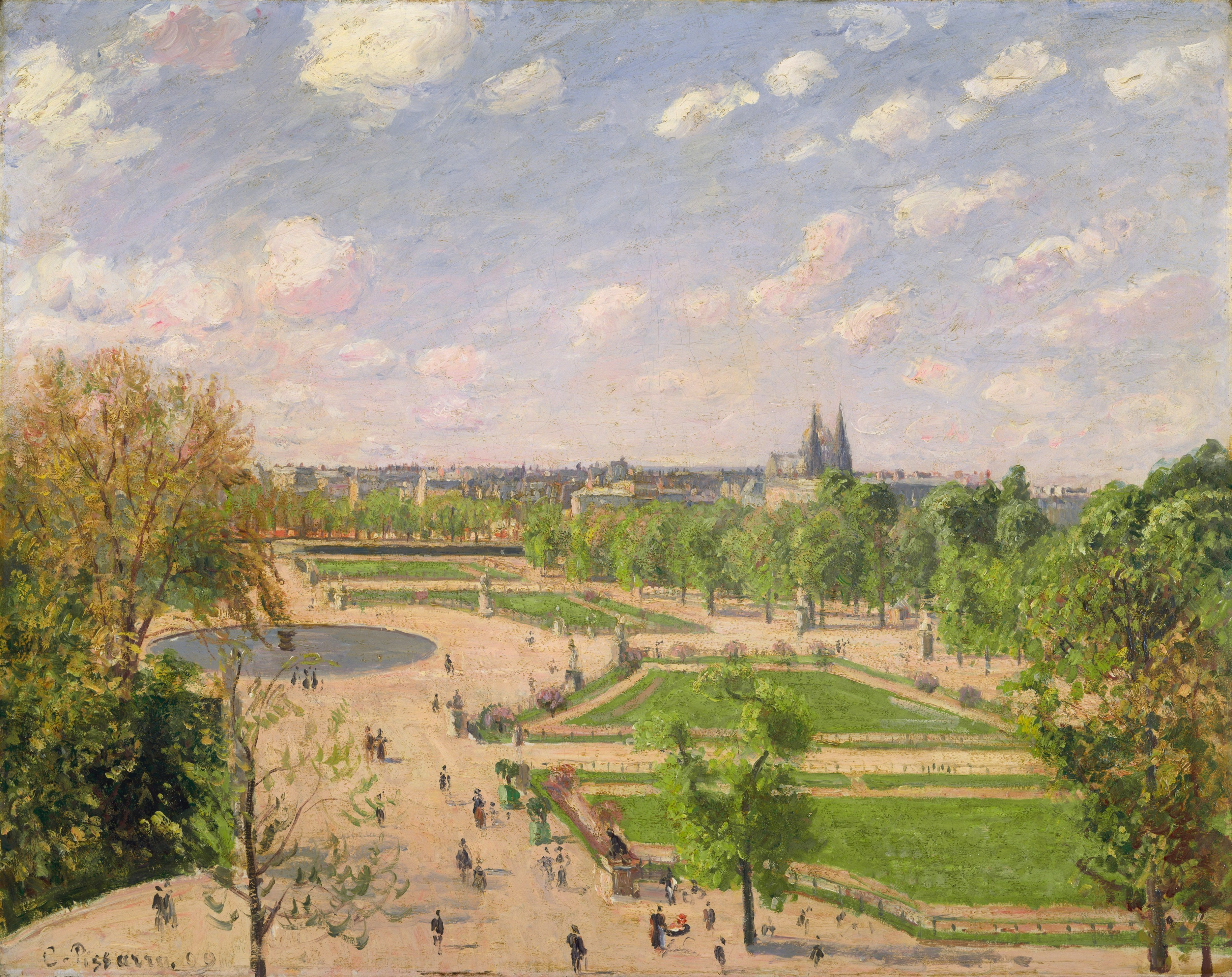
Camille Pissarro Zahrada v Tuilleriích v jarním jitru, 1899

V realistickém krajinářství devatenáctého století je zájem o bezprostřední smyslové postižení krajiny vyjádřen tím, že malíři začínají malovat bezprostředně v krajině neboli v plenéru, tak jako umělci tzv. Barbizonské školy nebo jim blízký Francouz Camille Corot, který jejich realistické vidění krajiny někdy obohacuje o alegoricko-mystické postavy a výjevy. Barbizonskou školou byli inspirováni francouzští impresionisté, z nichž zde připomeňme zejména Clauda Moneta nebo Camille Pissarra. Po svém dále rozvíjeli krajinářský odkaz impresionismu umělci jako Paul Cézanne, Vincent van Gogh nebo Georges Seurat.

### Krajinomalba 20. století
Počátek 20. století proměňuje krajinu v symbol např. v pojetí expresionistů ze skupiny Die Brücke. S rozvojem moderního umění se silně rozšiřuje škála možností, jak s tímto tématem pracovat, ať už jsou to barevné studie fauvismu nebo detailně propracované výjevy fotorealismu. Krajinou svého druhu jsou i fantaskní kompozice surrealismu, zájem stoupá rovněž o ztvárnění krajiny industriální a městské. Celkově však lze říci, že během dvacátého století zájem o krajinomalbu spíše opadl, do popředí se dostávají jiné druhy umění, jako např. fotografie nebo land art.

### Česká krajinomalba

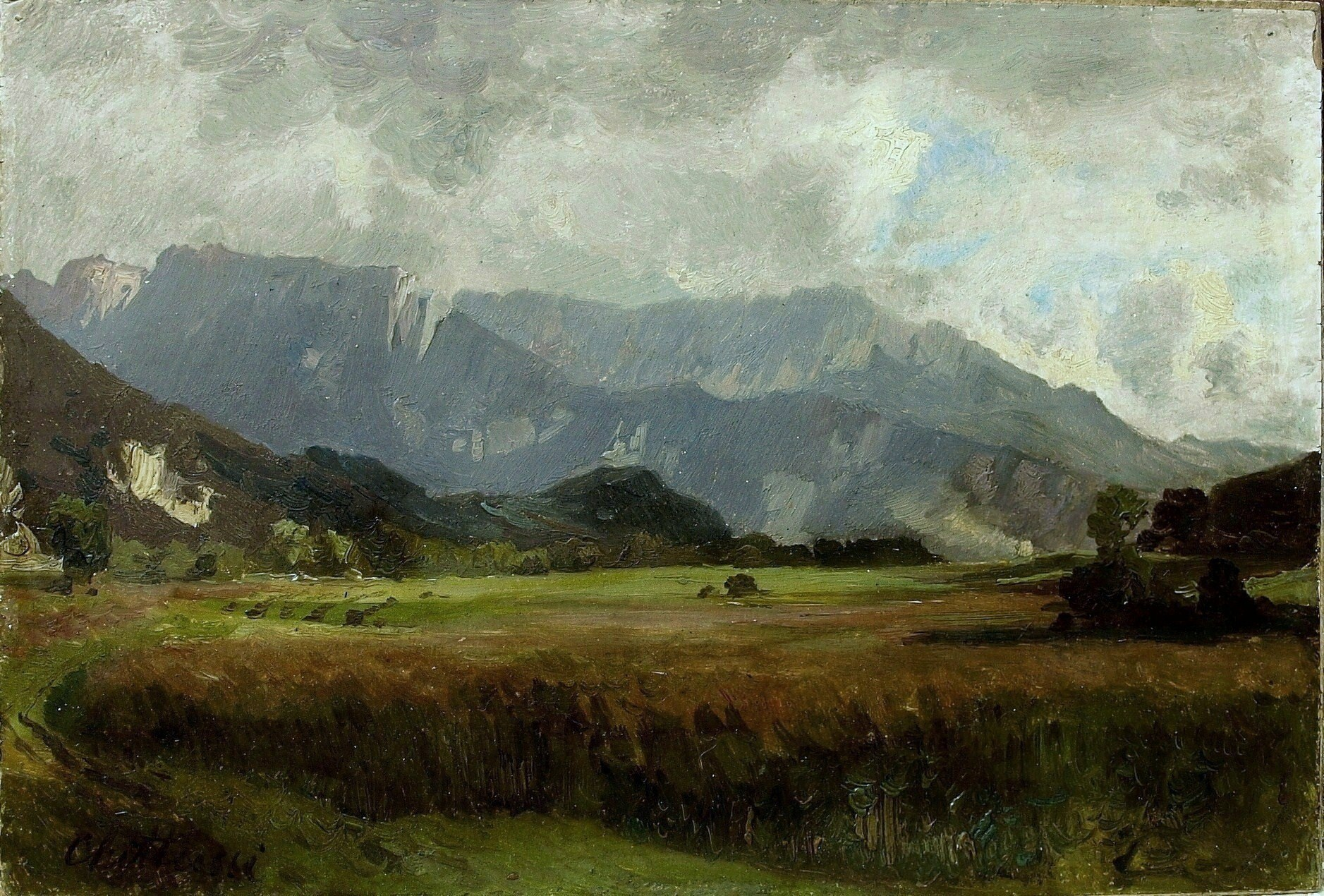
Antonín Chittussi – Slovenská krajina

V českém umění se krajinářství objevuje až v době rudolfinského manýrismu. Významnými barokními krajináři byli Václav Hollar a Václav Vavřinec Reiner, malířem rokokových intimních krajinek Norbert Grund.
Jako samostatná disciplína se krajinářství utváří v 19. století, kdy vzniká na pražské Akademii postupně několik škol. Ty byly postupně vedeny významnými krajináři Karlem Postlem (1806-36), Antonínem Mánesem (1836-44), Maxem Haushoferem (1843-66, žáci jako Adolf Kosárek, Alois Bubák nebo Julius Mařák), nejvýznamnější z nich byla posléze škola vedená právě Juliem Mařákem (1887-99, Antonín Slavíček, František Kaván, Jaroslav Panuška, Alois Kalvoda, Václav Březina a další). Vlivným romantickým malířem-samoukem byl A. B. Piepenhagen, představitelem realistické plenérové krajinomalby Antonín Chittussi, mimořádné krajiny pražské i mimopražské namaloval Jakub Schikaneder.

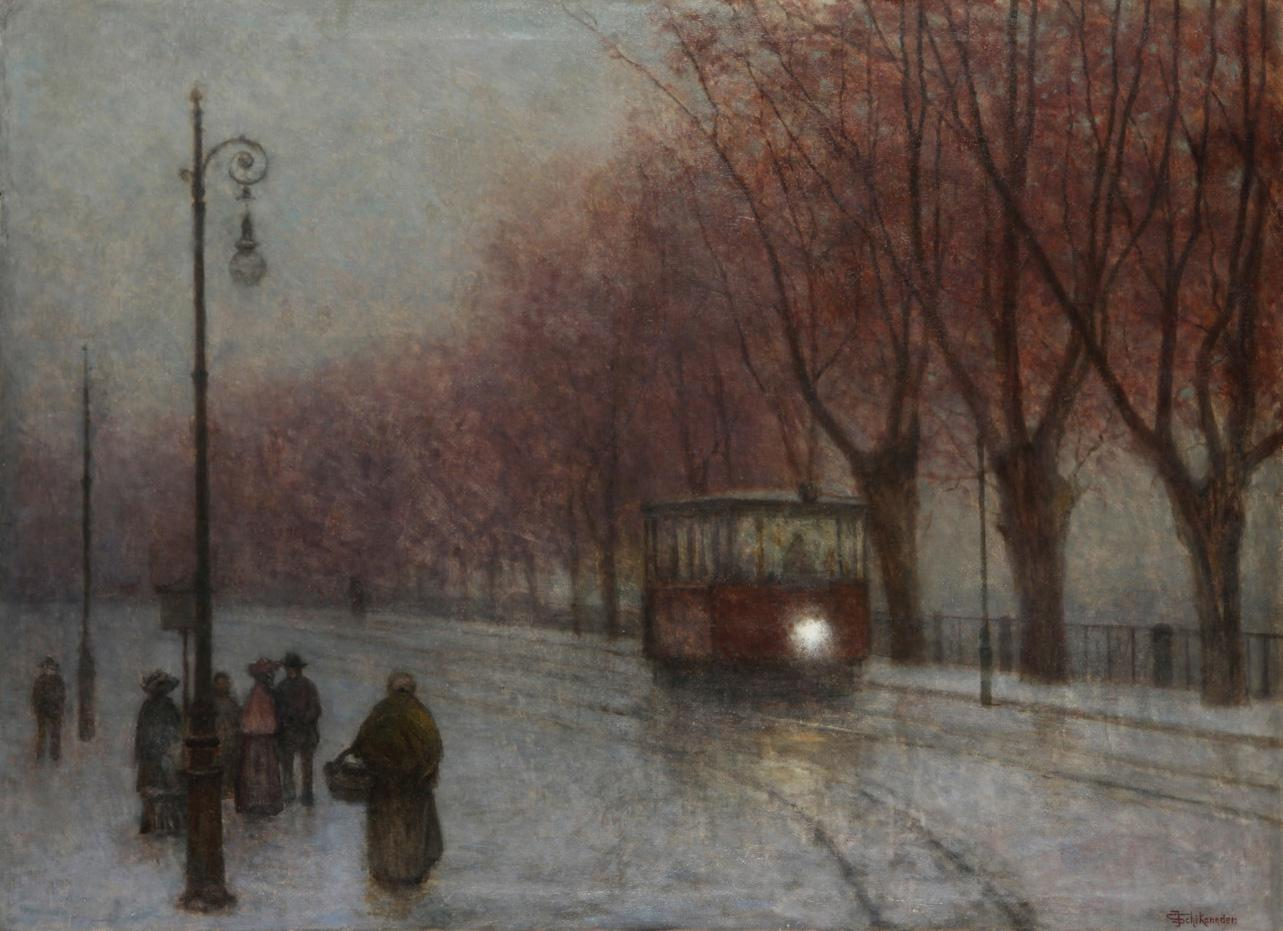
Jakub Schikaneder – Nábřeží s tramvají

Po roce 1900 se také výraz české krajimomalby láme do mnoha směrů: k předním představitelům krajinářství realisticko-impresionistického patřili Václav Radimský, malíř Moravského Slovácka Joža Úprka a především Antonín Slavíček či Otakar Nejedlý, modernější metody vyznávali mj. Otakar Kubin, Emil Filla nebo Bohumil Kubišta a rovněž skupina Tvrdošíjných: Václav Špála, Josef Čapek nebo Jan Zrzavý. Mimo zaběhlé umělecké směry pak působili osobití malíři jako Josef Lada nebo Ferdiš Duša a také mnoho umělců regionálních.
Specifickým pojetím krajiny, zejména městské a předměstské, se vyznačovali umělci Skupiny 42, zvláště Jan Smetana, František Hudeček, Kamil Lhoták nebo František Gross. Zvláštní krajiny imaginativní a fantaskní najdeme v dílech surrealistů jako Jindřich Štyrský, Toyen nebo v počátcích tvorby Bohdana Laciny. Nezapomenutelným krajinářem lyrickým byl Ota Janeček.
Umění krajinomalby prostřednictvím grafických technik rozvíjeli Cyril Bouda, Ladislav Čepelák, Karel Svolinský, Vladimír Silovský nebo Karel Štika.
Ke krajinářům poslední generace dvacátého století patří mj. František Hodonský, Jiří Sozanský nebo Jaroslav Valečka.

## Galerie
|  |  |  |  |
|  |  |  |  |